# Вигала
Ви́гала (эст. Vigala jõgi) — река в Эстонии, крупнейший приток реки Казари.
Река протекает через уезды Ляэнемаа, Рапламаа, волости Лихула, Мартна, Кехтна, Мярьямаа, Райккюла, Рапла, Вигала, а также через эстонский город Рапла и множество деревень.
Река берёт начало в болотах Каева раба и впадает в более крупную реку Казари.
Длина реки 95 км, площадь бассейна 1520 км².
Правые притоки:
- Кодила.

Левые притоки:
- Куусику,
- Велизе.